# Associazione Polisportiva Savoia 1908 1977-1978
Questa voce raccoglie le informazioni riguardanti il Savoia nelle competizioni ufficiali della stagione 1977-1978.

## Stagione
La stagione 1977-1978 fu la 56ª stagione sportiva del Savoia.
Serie D 1977-1978: 4º posto

## Divise
| Casa | Trasferta | Terza maglia |

## Organigramma societario
Area direttiva
- Presidente:  Franco Immobile
- Vice presidente: Pasquale Gallo, Michele Gallo
- Direttore Sportivo: Lello Autieri

Area organizzativa
- Segretario generale: Giuseppe Sasso

Area tecnica
- Allenatore:  Nicola D'Alessio Monte

## Rosa
| N. |                   | Ruolo | Calciatore        |
| -- | ----------------- | ----- | ----------------- |
|    | Italia (bandiera) | P     | Dario Agostini    |
|    | Italia (bandiera) | P     | Carlo De Amicis   |
|    | Italia (bandiera) | P     | Vincenzo Soriano  |
|    | Italia (bandiera) | D     | Giuseppe Cafaro   |
|    | Italia (bandiera) | D     | Mauro Saccoccio   |
|    | Italia (bandiera) | D     | Ciro Vesce        |
|    | Italia (bandiera) | C     | Pinotto Maresca   |
|    | Italia (bandiera) | C     | Marangi           |
|    | Italia (bandiera) | C     | Giovanni Turtoro  |
|    | Italia (bandiera) | A     | Stefano Francioni |

| N. |                   | Ruolo | Calciatore                  |
| -- | ----------------- | ----- | --------------------------- |
|    | Italia (bandiera) | A     | Gustavo Valeri              |
|    | Italia (bandiera) | A     | Giuseppe Vianello           |
|    | Italia (bandiera) |       | Bandini                     |
|    | Italia (bandiera) |       | Brunello                    |
|    | Italia (bandiera) |       | Adriano Gobbetti            |
|    | Italia (bandiera) |       | Lucio Lambiase              |
|    | Italia (bandiera) |       | Martino                     |
|    | Italia (bandiera) |       | Fausto Montresor (capitano) |
|    | Italia (bandiera) |       | Natalini                    |
|    | Italia (bandiera) |       | Raffaele Riso               |

## Calciomercato
| Acquisti | Acquisti | Acquisti | Acquisti   |
| R.       | Nome     | da       | Modalità   |
| -------- | -------- | -------- | ---------- |
|          |          |          | definitivo |

| Cessioni | Cessioni | Cessioni | Cessioni   |
| R.       | Nome     | a        | Modalità   |
| -------- | -------- | -------- | ---------- |
|          |          |          | definitivo |